# Nu och då – Det bästa med Lili & Susie
Nu och då – Det bästa med Lili & Susie är ett CD-album med Lili & Susie, som gavs ut 2009 på Lionheart.

## Låtlista
1. Show Me Heaven (Lili & Susie-låt) / (Päivärinta/Lönn/Geli/G:son/Kindbom) Sue Songs/Razzia Music/Maple Music/Adm.Sweden Songs/G:songs/Yellow
2. Oh Mama / (Norell/Oson) Cloudberry Songs
3. Boyfriend / (Norell/Oson/Bard) Cloudberry Songs
4. Ride on My Love / (Päivärinta/Päivärinta/Geli) Universal/Sonet Music AB/L&S Music/Razzia Music
5. Sending Out a Message / (Norell/Oson/Bard) Cloudberry Songs
6. Robert and Marie / (Norell, Oson) Cloudberry Songs
7. Samma tid samma plats / (Strömstedt/Norell/Oson) Cludberry Songs
8. Bara du och jag / (Norell/Oson) Cloudberry Songs
9. Tease Me / (Päivärinta/Lönn/Geli) Sue Songs/Maple Music/Razzia Music/Adm.Sweden Songs
10. Where Eagles Fly / T. Päivärinta, P. Alm, L. Päivärinta, S. Päivärinta
11. Om du kan / (Kowalchyk/Strömstedt) EMI Music Publishing Sacdn.AB
12. Enkel resa (Norell/Oson) Cloudberry Songs
13. Nothing Could Be Better / (Päivärinta/Päivärinta/jernberg/Geli) Cloudberry Songs
14. Okey, okey (Norell/Oson) Cloudberry Songs
15. What's the Colour of Love (Norell/Oson/Bard) Cloudberry Songs
16. Turn to Me (Rickfors) Rooster Music
17. We Were Only Dancing / (Norell/oson/Bard) Cloudberry Songs
18. Something in Your Eyes (Hansson/Oson/Bard) Sweetberry Music
19. Sommar i natt / (Strömstedt/Päivärinta/Päivärinta) Inhouse Music

## Listplaceringar
| Lista (2009) | Topplacering |
| ------------ | ------------ |
| Sverige      | 9            |